# کلاته حسین محمدقاسم
کلاته حسین محمدقاسم یک منطقهٔ مسکونی در ایران است که در دهستان میغان واقع شده‌است. کلاته حسین محمدقاسم ۱۴ نفر جمعیت دارد.